# Kateřina Razýmová
Kateřina Razýmová (* 10. September 1991 als Kateřina Beroušková) ist eine tschechische Skilangläuferin.

## Werdegang
Razýmová startete im Dezember 2012 in Horní Mísečky erstmals im Slavic Cup und belegte dabei jeweils den 34. Platz über 10 km Freistil und über 5 km klassisch. Im Januar 2014 debütierte sie in Nové Město im Skilanglauf-Weltcup und errang dabei den 66. Platz im Sprint. Ihre besten Resultate bei der Winter-Universiade 2015 in Štrbské Pleso waren der 20. Platz im 15-km-Massenstartrennen und der fünfte Platz mit der Staffel. Zu Beginn der Saison 2016/17 kam sie bei der Weltcup-Minitour in Lillehammer auf den 56. Platz. Im Januar 2017 wurde sie in Nové Město tschechische Meisterin über 5 km und errang beim Alpencup in Zwiesel den dritten Platz über 10 km Freistil. Bei den Nordischen Skiweltmeisterschaften 2017 in Lahti belegte sie den 28. Platz über 10 km klassisch, jeweils den 27. Platz im Skiathlon und im 30-km-Massenstartrennen und den 11. Platz mit der Staffel. Im März 2017 holte sie in Harrachov im 10-km-Massenstartrennen ihren ersten Sieg im Slavic Cup. Zudem wurde sie dort Dritte im Sprint. Bei der Tour de Ski 2017/18, die sie auf dem 32. Platz beendete, holte sie mit dem 24. Platz bei der Abschlussetappe im Fleimstal ihre ersten Weltcuppunkte. Ihre besten Ergebnisse bei den Olympischen Winterspielen 2018 in Pyeongchang waren der 23. Platz im 30-km-Massenstartrennen und jeweils der 11. Rang mit der Staffel und zusammen mit Petra Nováková im Teamsprint.
In der Saison 2018/19 belegte Razýmová den 48. Platz beim Lillehammer Triple und den 23. Rang bei der Tour de Ski 2018/19 und erreichte damit den 60. Platz im Gesamtweltcup. Beim Saisonhöhepunkt, den Nordischen Skiweltmeisterschaften 2019 in Seefeld in Tirol, lief sie jeweils auf den 37. Platz im 30-km-Massenstartrennen und über 10 km klassisch, auf den 29. Rang im Skiathlon und auf den 11. Platz mit der Staffel. In der folgenden Saison errang sie mit fünf Top-Zehn-Platzierungen den 28. Platz im Gesamtweltcup. Nach Platz 22 beim Ruka Triple zu Beginn der Saison 2020/21, wurde sie Zehnte bei der Tour de Ski 2021. Ihre besten Platzierungen bei den Nordischen Skiweltmeisterschaften 2021 in Oberstdorf waren der 14. Platz im Skiathlon und jeweils der achte Rang im Teamsprint und mit der Staffel. Zum Saisonende errang sie im Engadin den 27. Platz im 10-km-Massenstartrennen und den 16. Platz in der Verfolgung und erreichte abschließend den 19. Platz im Gesamtweltcup und den 15. Rang im Distanzweltcup.

## Teilnahmen an Weltmeisterschaften und Olympischen Winterspielen

### Olympische Spiele
- 2018 Pyeongchang: 11. Platz Staffel, 11. Platz Teamsprint Freistil, 23. Platz 30 km klassisch Massenstart, 26. Platz Sprint Freistil, 38. Platz 15 km Skiathlon, 45. Platz 10 km Freistil

### Nordische Skiweltmeisterschaften
- 2017 Lahti: 11. Platz Staffel, 27. Platz 30 km Freistil Massenstart, 27. Platz 15 km Skiathlon, 28. Platz 10 km klassisch
- 2019 Seefeld in Tirol: 11. Platz Staffel, 29. Platz 15 km Skiathlon, 37. Platz 30 km Freistil Massenstart, 37. Platz 10 km klassisch
- 2021 Oberstdorf: 8. Platz Staffel, 8. Platz Teamsprint Freistil, 14. Platz 15 km Skiathlon, 19. Platz 30 km klassisch Massenstart, 25. Platz 10 km Freistil
- 2023 Planica: 9. Platz Staffel, 13. Platz 15 km Skiathlon, 21. Platz 30 km klassisch Massenstart, 22. Platz 10 km Freistil

## Siege bei Continental-Cup-Rennen
| Nr. | Datum            | Ort            | Disziplin                 | Serie      |
| --- | ---------------- | -------------- | ------------------------- | ---------- |
| 1.  | 11. März 2017    | Harrachov      | 10 km Freistil Mst.       | Slavic Cup |
| 2.  | 9. Dezember 2017 | Prémanon       | 10 km klassisch           | Alpencup   |
| 3.  | 17. März 2019    | Oberwiesenthal | 10 km Freistil Verfolgung | Alpencup   |

## Platzierungen im Weltcup

### Weltcup-Statistik
Die Tabelle zeigt die erreichten Platzierungen im Einzelnen.
- 1.–3. Platz: Anzahl der Podiumsplatzierungen
- Top 10: Anzahl der Platzierungen unter den ersten zehn
- Punkteränge: Anzahl der Platzierungen innerhalb der Punkteränge
- Starts: Anzahl gelaufener Rennen in der jeweiligen Disziplin
- Hinweis: Bei den Distanzrennen erfolgt die Einordnung gemäß FIS.

| Platzierung               | Distanzrennen a | Distanzrennen a | Distanzrennen a | Distanzrennen a | Distanzrennen a | Skiathlon Verfolgung | Sprint | Etappen- rennen b | Gesamt | Team   | Team    |
| Platzierung               | ≤ 5 km          | ≤ 10 km         | ≤ 15 km         | ≤ 30 km         | > 30 km         | Skiathlon Verfolgung | Sprint | Etappen- rennen b | Gesamt | Sprint | Staffel |
| ------------------------- | --------------- | --------------- | --------------- | --------------- | --------------- | -------------------- | ------ | ----------------- | ------ | ------ | ------- |
| 1. Platz                  |                 |                 |                 |                 |                 |                      |        |                   |        |        |         |
| 2. Platz                  |                 |                 |                 |                 |                 |                      |        |                   |        |        |         |
| 3. Platz                  |                 |                 |                 |                 |                 |                      |        |                   |        |        |         |
| Top 10                    |                 | 7               |                 |                 |                 | 2                    |        | 2                 | 11     | 2      | 2       |
| Punkteränge               |                 | 23              | 1               | 4               |                 | 13                   | 2      | 4                 | 47     | 2      | 2       |
| Starts                    | 2               | 33              | 2               | 4               |                 | 19                   | 21     | 6                 | 87     | 2      | 2       |
| Stand: Saisonende 2022/23 |                 |                 |                 |                 |                 |                      |        |                   |        |        |         |

### Weltcup-Gesamtplatzierungen
| Saison  | Gesamt | Gesamt | Distanz | Distanz | Sprint | Sprint |
| Saison  | Punkte | Platz  | Punkte  | Platz   | Punkte | Platz  |
| ------- | ------ | ------ | ------- | ------- | ------ | ------ |
| 2017/18 | 26     | 82.    | 26      | 59.     | -      | -      |
| 2018/19 | 82     | 60.    | 50      | 49.     | -      | -      |
| 2019/20 | 262    | 28.    | 198     | 20.     | 6      | 76.    |
| 2020/21 | 381    | 19.    | 244     | 15.     | 15     | 59.    |
| 2022/23 | 482    | 40.    | 338     | 24.     | -      | -      |